# Ascaphus montanus
Ascaphus montanus is een kikker uit de familie staartkikkers (Ascaphidae).
De soort werd voor het eerst wetenschappelijk beschreven door Myron Budd Mittleman en George Sprague Myers in 1949. Oorspronkelijk werd de soort als een ondersoort van de staartkikker gezien en werd de wetenschappelijke naam Ascaphus truei montanus gebruikt. De soort komt voor in Noord-Amerika, in de Verenigde Staten in de staten Montana, Washington en Idaho, en in Canada in de provincie Brits-Columbia.
De mannetjes bereiken een lichaamslengte van 3 tot 5 centimeter, de vrouwtjes worden iets groter. Mannetjes zijn makkelijk te herkennen aan de staart-achtige uitstulping van de cloaca. Het trommelvlies is niet zichtbaar.
De larven ontwikkelen zich in het water. De kikkervisjes hebben een zuigsnuit waarmee ze zich vastzuigen aan stenen en andere objecten. Ze hebben een lange ontwikkelingstijd van meerdere jaren.